# Olympiakos (waterpolo)
La secció de waterpolo de l'Olympiakos és una de les més importants d'aquest club poliesportiu grec. Fundada al 1925, tant la seva secció masculina com femenina, ha obtingut nombrosos títols nacionals com europeus.
L'equip masculí, la temporada 2001-02, va ser el primer equip de la història del waterpolo i l'únic equip grec que ha guanyat el Grand Slam (Lliga, Copa nacional, Copa d'Europa i Supercopa d'Europa).

El mateix assoliment el va aconseguir l'equip femení les temporades 2020-21 i 2021-22, quan va guanyar la Lliga, la Copa, l'Eurolliga i la Supercopa d'Europa. A les competicions europees, l'equip femení ha aconseguit en general 3 Copas d'Europa, 1 Copa LEN, 3 Supercopas d'Europa i nombrosos títols de lliga.
EL principal rival de l'equip masculí és Ethnikos, l'altre equip principal de waterpolo de la ciutat del Pireu, i del femení és el NO Vouliagmeni.

## Palmarès

### Masculí
- Lliga de Campions
  - Campions (2): 2001–02, 2017–18

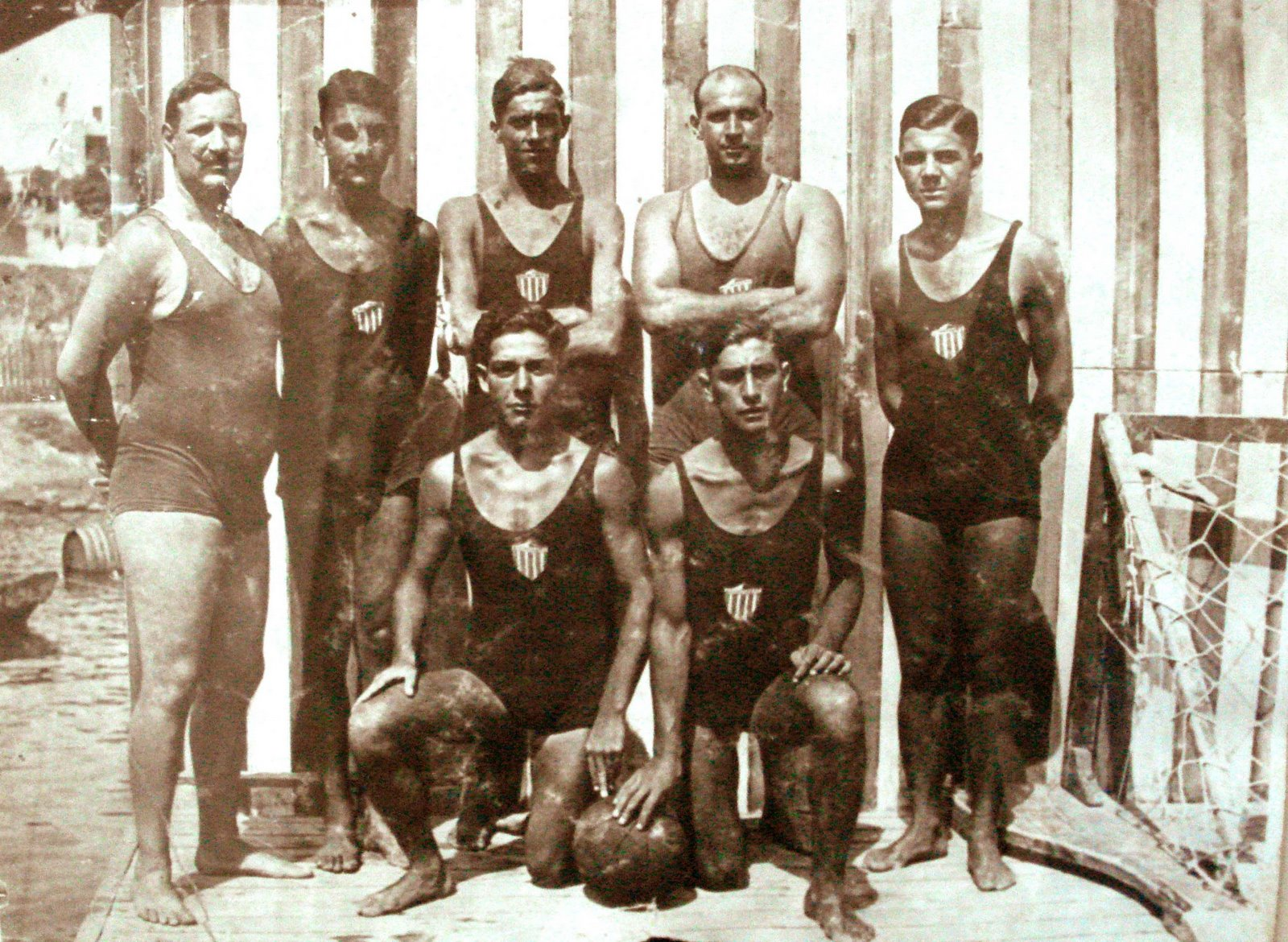
Equip guanyador del campionat de 1927

  - Finalistes (3): 2000–01, 2015–16, 2018–19
- Recopa d'Europa
  - Finalistes (2): 1997–98, 1998–99
- Supercopa d'Europa
  - Campions (1): 2002
  - Finalistes (1): 2018
- Lliga grega: 
  - Campions (37): 1927, 1933, 1934, 1936, 1947, 1949, 1951, 1952, 1969, 1971, 1991–92, 1992–93, 1994–95, 1995–96, 1998–99, 1999–00, 2000–01, 2001–02, 2002–03, 2003–04, 2004–05, 2006–07, 2007–08, 2008–09, 2009–10, 2010–11, 2012–13, 2013–14, 2014–15, 2015–16, 2016–17, 2017–18, 2018–19, 2019–20, 2020-21, 2021-22, 2022-23
- Copa grega
  - Campions (26): 1991–92, 1992–93, 1996–97, 1997–98, 2000–01, 2001–02, 2002–03, 2003–04, 2005–06, 2006–07, 2007–08, 2008–09, 2009–10, 2010–11, 2012–13, 2013–14, 2014–15, 2015–16, 2017–18, 2018–19, 2019–20, 2020-21, 2021-22, 2022-23, 2023-24, 2024-25
- Supercopa grega
  - Campions (5): 1997, 1998, 2018, 2019, 2020

### Femení
- Eurolliga
  - Campiones (3): 2014–15, 2020–21, 2021–22
  - Finalistes (3): 2016–17, 2018–19, 2023–24
- Copa LEN
  - Campiones (1): 2013–14
  - Finalistes (2): 2007–08, 2017–18
- Supercopa d'Europa
  - Campiones (3): 2015, 2021, 2022
  - Finalistes (1): 2014
- Lliga grega: 
  - Campiones (14): 1994–95, 1997–98, 2008–09, 2010–11, 2013–14, 2014–15, 2015–16, 2016–17, 2017–18, 2018–19, 2019–20, 2020-21, 2021-22, 2022-23
- Copa grega
  - Campiones (6): 2017–18, 2019–20, 2020-21, 2021-22, 2022-23, 2024-25
- Supercopa grega
  - Campiones (2): 2020, 2024